# 賀川光夫
賀川 光夫（かがわ みつお、1923年（大正12年）1月5日 - 2001年（平成13年）3月9日）は、日本の考古学者。『週刊文春』の報道被害により自死した。

## 略歴
栃木県烏山町（現那須烏山市）出身。1944年（昭和19年）、日本大学法文学部在学中に学徒出陣で応召し、宇佐海軍航空隊に配属。広島市へ原子爆弾が投下された際には九七式艦上攻撃機で広島への偵察を行なった。
1947年（昭和22年）、日大法文学部卒業後、大分県文化財委員会などを歴任し、別府大学文学部教授（後に名誉教授）を務め、大分県を中心に、旧石器時代から中世に至るまでの広範囲の遺跡の発掘調査に関わり、九州の考古学のパイオニアと目された。1963年には別府大学文学部に史学科を設立した。主な研究は縄文農耕論で、縄文時代晩期に九州に見られる黒川式土器と中国の黒陶との類似性や黒川式土器に籾痕がみられることから、縄文時代晩期には既に稲作が行なわれていたと主張した。
大陸との文化交流の研究にも力を注いだ他、文化財保護や修復復元にも尽力し、臼杵磨崖仏の復元保存、国宝指定に深く関わった。教育者としては、行政機関に多数の文化財担当者を育成するなど、文化財行政の発展に寄与した。

### 捏造疑惑と自殺
1962年に中心となって行った聖嶽洞穴（大分県南海部郡本匠村、現・佐伯市）の発掘において、日本で初めて後期旧石器時代の人骨（前頭骨・頭頂骨・後頭骨の破片）と旧石器とが同時に出土し注目を集めた。しかし、1999年に第2次調査が行われ、その際に発見された人骨は約550年前のものであるとされたことから、第1次調査で出土した人骨の年代も旧石器時代のものではなく、旧石器は混入したものである可能性が高まった。
折からの旧石器捏造事件の影響もあり、2001年1月に週刊文春によって、旧石器時代の人骨や石器の発掘は賀川による捏造の疑惑があると報じられた。これに対し、2001年2月、賀川光夫名誉教授は疑惑に対して学術的に対応するため、九州を代表する考古学研究者17名に出土石器などの検証作業を依頼し、その結果を2001年3月6日、別府大学の会見で公表した。しかし3月8日、3回目の『文春』記事は、会見内容に触れることなく疑惑関与を強調した内容であった。翌3月9日、賀川は死をもって報道に抗議するとの遺書を残し首吊り自殺した。その後、遺族によって文藝春秋に損害賠償と謝罪広告の掲載を求めた訴訟が起こされ、2004年7月15日に名誉毀損を認めた最高裁判決が確定した。
聖嶽遺跡については、1962年の発掘直後から賀川本人が報告書に石器の出土状況に疑問があることを記しており、石器は第三者に鑑定を依頼している。ただ、この時代は旧石器研究が進み始めたばかりであり、ほかの研究事例がまだまだ少ない段階であった。賀川は報告書に後代の事例蓄積に期待する旨を記している。
賀川の自殺という事態を受け、日本考古学協会は2001年4月、聖嶽洞穴遺跡問題連絡小委員会を設置し、翌年にかけて6回の調査検討委員会を開いて学術的な検証を行った。その結果、調査より40年間という時間の壁があるため断定はできないものの、新たに判明した事柄からも賀川による捏造の可能性は低いとし、調査結果を学者のみならず第三者にも広く見てもらった上で世間の判断を乞うという最終判断を下した。小委員会は2003年10月25日に検証作業の報告書『聖嶽洞窟遺跡検証報告』の刊行をもって検証作業を終えた。その後、2004年7月の最高裁判所判決確定を受け、同年12月発行の同会会報153号にて声明を発表した。

## 主な著書
- 『大分県の考古学（1971年、吉川弘文館）
- 『農耕の起源 - 日本文化の源流をさぐる』（1972年、講談社）
- 『大分石仏行脚』写真:藤田晴一 木耳社 1973
- 『宇佐 古代国家の成立と八幡信仰の背景』藤田晴一写真 木耳社 1976
- 「シリーズおおいたの大昔」いわおひでき画 大分合同新聞社

1、象の来たみち 1979
2、森の狩人たち 1980
3、邪馬台のころ 1981
- 『黄土地帯紀行 - 人類の起源を求めて』（1984年、六興出版）
- 『瓦礫』山口書店 1993
- 『九州の黎明と東アジア 賀川光夫古稀記念著作集』京都修学社 1996

### 共著編
- 『大分の歴史 第1巻 先史・原史 ふるさと誕生』共著 大分合同新聞社 1976
- 『宇佐 大陸文化と日本古代史』編（1978年、吉川弘文館）
- 『日本の石仏 1 九州篇』編 国書刊行会 1984
- 『臼杵石仏 よみがえった磨崖仏』編（1995年、吉川弘文館